# Lijst van olympische medaillewinnaars alpineskiën
Alpineskiën is een van de sporten die op de Olympische Winterspelen worden beoefend. Deze pagina geeft de lijst van olympische medaillewinnaars in deze sport.

## Mannen

### Combinatie
| Editie                           | Goud | Goud                | Zilver | Zilver                  | Brons | Brons                          |
| -------------------------------- | ---- | ------------------- | ------ | ----------------------- | ----- | ------------------------------ |
| 1936                             | GER  | Franz Pfnür         | GER    | Gustav Lantschner       | FRA   | Émile Allais                   |
| 1948                             | FRA  | Henri Oreiller      | SUI    | Karl Molitor            | FRA   | James Couttet                  |
| 1952-1984: niet op het programma |      |                     |        |                         |       |                                |
| 1988                             | AUT  | Hubert Strolz       | AUT    | Bernhard Gstrein        | SUI   | Paul Accola                    |
| 1992                             | ITA  | Josef Polig         | ITA    | Gianfranco Martin       | SUI   | Steve Locher                   |
| 1994                             | NOR  | Lasse Kjus          | NOR    | Kjetil André Aamodt     | NOR   | Harald Christian Strand Nilsen |
| 1998                             | AUT  | Mario Reiter        | NOR    | Lasse Kjus              | AUT   | Christian Mayer                |
| 2002                             | NOR  | Kjetil André Aamodt | USA    | Bode Miller             | AUT   | Benjamin Raich                 |
| 2006                             | USA  | Ted Ligety          | CRO    | Ivica Kostelić          | AUT   | Rainer Schönfelder             |
| 2010                             | USA  | Bode Miller         | CRO    | Ivica Kostelić          | SUI   | Silvan Zurbriggen              |
| 2014                             | SUI  | Sandro Viletta      | CRO    | Ivica Kostelić          | ITA   | Christof Innerhofer            |
| 2018                             | AUT  | Marcel Hirscher     | FRA    | Alexis Pinturault       | FRA   | Victor Muffat-Jeandet          |
| 2022                             | AUT  | Johannes Strolz     | NOR    | Aleksander Aamodt Kilde | CAN   | James Crawford                 |

| Land   | Goud | Zilver | Brons | Tot. |
| ------ | ---- | ------ | ----- | ---- |
| AUT    | 4    | 1      | 3     | 8    |
| NOR    | 2    | 3      | 1     | 6    |
| USA    | 2    | 1      | 0     | 3    |
| FRA    | 1    | 1      | 3     | 5    |
| SUI    | 1    | 1      | 3     | 5    |
| ITA    | 1    | 1      | 1     | 3    |
| GER    | 1    | 1      | 0     | 2    |
| CRO    | 0    | 3      | 0     | 3    |
| CAN    | 0    | 0      | 1     | 1    |
| Totaal | 12   | 12     | 12    | 36   |

Meervoudige medaillewinnaars
| Succesvolste                                                 | Meervoudige          |
| ------------------------------------------------------------ | -------------------- |
| 1-1-0 Lasse Kjus 1-1-0 Kjetil André Aamodt 1-1-0 Bode Miller | 0-3-0 Ivica Kostelić |

### Afdaling
| Editie | Goud | Goud               | Zilver | Zilver              | Brons | Brons                |
| ------ | ---- | ------------------ | ------ | ------------------- | ----- | -------------------- |
| 1948   | FRA  | Henri Oreiller     | AUT    | Franz Gabl          | SUI   | Karl Molitor         |
| 1948   | FRA  | Henri Oreiller     | AUT    | Franz Gabl          | SUI   | Rolf Olinger         |
| 1952   | ITA  | Zeno Colò          | AUT    | Othmar Schneider    | AUT   | Christian Pravda     |
| 1956   | AUT  | Toni Sailer        | SUI    | Raymond Fellay      | AUT   | Andreas Molterer     |
| 1960   | FRA  | Jean Vuarnet       | EUA    | Hans-Peter Lanig    | FRA   | Guy Périllat         |
| 1964   | AUT  | Egon Zimmermann    | FRA    | Léo Lacroix         | EUA   | Wolfgang Bartels     |
| 1968   | FRA  | Jean-Claude Killy  | FRA    | Guy Périllat        | SUI   | Jean-Daniel Dätwyler |
| 1972   | SUI  | Bernhard Russi     | SUI    | Roland Collombin    | AUT   | Heinrich Messner     |
| 1976   | AUT  | Franz Klammer      | SUI    | Bernhard Russi      | ITA   | Herbert Plank        |
| 1980   | AUT  | Leonhard Stock     | AUT    | Peter Wirnsberger   | CAN   | Steve Podborski      |
| 1984   | USA  | Bill Johnson       | SUI    | Peter Müller        | AUT   | Anton Steiner        |
| 1988   | SUI  | Pirmin Zurbriggen  | SUI    | Peter Müller        | FRA   | Franck Piccard       |
| 1992   | AUT  | Patrick Ortlieb    | FRA    | Franck Piccard      | AUT   | Günther Mader        |
| 1994   | USA  | Tommy Moe          | NOR    | Kjetil André Aamodt | CAN   | Ed Podivinsky        |
| 1998   | FRA  | Jean-Luc Crétier   | NOR    | Lasse Kjus          | AUT   | Hannes Trinkl        |
| 2002   | AUT  | Fritz Strobl       | NOR    | Lasse Kjus          | AUT   | Stephan Eberharter   |
| 2006   | FRA  | Antoine Dénériaz   | AUT    | Michael Walchhofer  | SUI   | Bruno Kernen         |
| 2010   | SUI  | Didier Défago      | NOR    | Aksel Lund Svindal  | USA   | Bode Miller          |
| 2014   | AUT  | Matthias Mayer     | ITA    | Christof Innerhofer | NOR   | Kjetil Jansrud       |
| 2018   | NOR  | Aksel Lund Svindal | NOR    | Kjetil Jansrud      | SUI   | Beat Feuz            |
| 2022   | SUI  | Beat Feuz          | FRA    | Johan Clarey        | AUT   | Matthias Mayer       |

| Land   | Goud | Zilver | Brons | Tot. |
| ------ | ---- | ------ | ----- | ---- |
| AUT    | 7    | 4      | 8     | 19   |
| FRA    | 5    | 4      | 2     | 11   |
| SUI    | 4    | 5      | 5     | 14   |
| USA    | 2    | 0      | 1     | 3    |
| NOR    | 1    | 5      | 1     | 7    |
| ITA    | 1    | 1      | 1     | 3    |
| EUA    | 0    | 1      | 1     | 2    |
| CAN    | 0    | 0      | 2     | 2    |
| Totaal | 20   | 20     | 20    | 60   |

Meervoudige medaillewinnaars
| Succesvolste                                                                       | Meervoudige                                                                                      |
| ---------------------------------------------------------------------------------- | ------------------------------------------------------------------------------------------------ |
| 1-1-0 Bernhard Russi 1-1-0 Aksel Lund Svindal 1-0-1 Matthias Mayer 1-0-1 Beat Feuz | 0-2-0 Peter Müller 0-2-0 Lasse Kjus 0-1-1 Guy Périllat 0-1-1 Franck Piccard 0-1-1 Kjetil Jansrud |

### Slalom
| Editie | Goud | Goud                      | Zilver | Zilver                | Brons | Brons                  |
| ------ | ---- | ------------------------- | ------ | --------------------- | ----- | ---------------------- |
| 1948   | SUI  | Edy Reinalter             | FRA    | James Couttet         | FRA   | Henri Oreiller         |
| 1952   | AUT  | Othmar Schneider          | NOR    | Stein Eriksen         | NOR   | Guttorm Berge          |
| 1956   | AUT  | Toni Sailer               | JPN    | Chiharu Igaya         | SWE   | Stig Sollander         |
| 1960   | AUT  | Ernst Hinterseer          | AUT    | Mathias Leitner       | FRA   | Charles Bozon          |
| 1964   | AUT  | Josef Stiegler            | USA    | Billy Kidd            | USA   | Jimmy Heuga            |
| 1968   | FRA  | Jean-Claude Killy         | AUT    | Herbert Huber         | AUT   | Alfred Matt            |
| 1972   | ESP  | Francisco Fernández Ochoa | ITA    | Gustav Thöni          | ITA   | Roland Thöni           |
| 1976   | ITA  | Piero Gros                | ITA    | Gustav Thöni          | LIE   | Willi Frommelt         |
| 1980   | SWE  | Ingemar Stenmark          | USA    | Phil Mahre            | SUI   | Jacques Lüthy          |
| 1984   | USA  | Phil Mahre                | USA    | Steve Mahre           | FRA   | Didier Bouvet          |
| 1988   | ITA  | Alberto Tomba             | FRG    | Frank Wörndl          | LIE   | Paul Frommelt          |
| 1992   | NOR  | Finn Christian Jagge      | ITA    | Alberto Tomba         | AUT   | Michael Tritscher      |
| 1994   | AUT  | Thomas Stangassinger      | ITA    | Alberto Tomba         | SLO   | Jure Košir             |
| 1998   | NOR  | Hans Petter Buraas        | NOR    | Ole Kristian Furuseth | AUT   | Thomas Sykora          |
| 2002   | FRA  | Jean-Pierre Vidal         | FRA    | Sébastien Amiez       | AUT   | Benjamin Raich         |
| 2006   | AUT  | Benjamin Raich            | AUT    | Reinfried Herbst      | AUT   | Rainer Schönfelder     |
| 2010   | ITA  | Giuliano Razzoli          | CRO    | Ivica Kostelić        | SWE   | André Myhrer           |
| 2014   | AUT  | Mario Matt                | AUT    | Marcel Hirscher       | NOR   | Henrik Kristoffersen   |
| 2018   | SWE  | André Myhrer              | SUI    | Ramon Zenhäusern      | AUT   | Michael Matt           |
| 2022   | FRA  | Clément Noël              | AUT    | Johannes Strolz       | NOR   | Sebastian Foss-Solevåg |

| Land   | Goud | Zilver | Brons | Tot. |
| ------ | ---- | ------ | ----- | ---- |
| AUT    | 7    | 5      | 6     | 18   |
| ITA    | 3    | 4      | 1     | 8    |
| FRA    | 3    | 2      | 3     | 8    |
| NOR    | 2    | 2      | 3     | 7    |
| SWE    | 2    | 0      | 2     | 4    |
| USA    | 1    | 3      | 1     | 5    |
| SUI    | 1    | 1      | 1     | 3    |
| ESP    | 1    | 0      | 0     | 1    |
| GER    | 0    | 1      | 0     | 1    |
| JPN    | 0    | 1      | 0     | 1    |
| CRO    | 0    | 1      | 0     | 1    |
| LIE    | 0    | 0      | 2     | 2    |
| SLO    | 0    | 0      | 1     | 1    |
| Totaal | 20   | 20     | 20    | 60   |

Meervoudige medaillewinnaars
| Succesvolste                                                                 | Meervoudige        |
| ---------------------------------------------------------------------------- | ------------------ |
| 1-2-0 Alberto Tomba 1-1-0 Phil Mahre 1-0-1 Benjamin Raich 1-0-1 André Myhrer | 0-2-0 Gustav Thöni |

### Reuzenslalom
| Editie | Goud | Goud               | Zilver | Zilver               | Brons | Brons                |
| ------ | ---- | ------------------ | ------ | -------------------- | ----- | -------------------- |
| 1952   | NOR  | Stein Eriksen      | AUT    | Christian Pravda     | AUT   | Toni Spiss           |
| 1956   | AUT  | Toni Sailer        | AUT    | Andreas Molterer     | AUT   | Walter Schuster      |
| 1960   | SUI  | Roger Staub        | AUT    | Josef Stiegler       | AUT   | Ernst Hinterseer     |
| 1964   | FRA  | François Bonlieu   | AUT    | Karl Schranz         | AUT   | Josef Stiegler       |
| 1968   | FRA  | Jean-Claude Killy  | SUI    | Willy Favre          | AUT   | Heinrich Messner     |
| 1972   | ITA  | Gustav Thöni       | SUI    | Edmund Bruggmann     | SUI   | Werner Mattle        |
| 1976   | SUI  | Heini Hemmi        | SUI    | Ernst Good           | SWE   | Ingemar Stenmark     |
| 1980   | SWE  | Ingemar Stenmark   | LIE    | Andreas Wenzel       | AUT   | Hans Enn             |
| 1984   | SUI  | Max Julen          | YUG    | Jure Franko          | LIE   | Andreas Wenzel       |
| 1988   | ITA  | Alberto Tomba      | AUT    | Hubert Strolz        | SUI   | Pirmin Zurbriggen    |
| 1992   | ITA  | Alberto Tomba      | LUX    | Marc Girardelli      | NOR   | Kjetil André Aamodt  |
| 1994   | GER  | Markus Wasmeier    | SUI    | Urs Kälin            | AUT   | Christian Mayer      |
| 1998   | AUT  | Hermann Maier      | AUT    | Stephan Eberharter   | SUI   | Michael von Grünigen |
| 2002   | AUT  | Stephan Eberharter | USA    | Bode Miller          | NOR   | Lasse Kjus           |
| 2006   | AUT  | Benjamin Raich     | FRA    | Joël Chenal          | AUT   | Hermann Maier        |
| 2010   | SUI  | Carlo Janka        | NOR    | Kjetil Jansrud       | NOR   | Aksel Lund Svindal   |
| 2014   | USA  | Ted Ligety         | FRA    | Steve Missillier     | FRA   | Alexis Pinturault    |
| 2018   | AUT  | Marcel Hirscher    | NOR    | Henrik Kristoffersen | FRA   | Alexis Pinturault    |
| 2022   | SUI  | Marco Odermatt     | SLO    | Žan Kranjec          | FRA   | Mathieu Faivre       |

| Land   | Goud | Zilver | Brons | Tot. |
| ------ | ---- | ------ | ----- | ---- |
| AUT    | 5    | 6      | 8     | 19   |
| SUI    | 5    | 4      | 3     | 12   |
| ITA    | 3    | 0      | 0     | 3    |
| FRA    | 2    | 3      | 2     | 7    |
| NOR    | 1    | 2      | 3     | 6    |
| USA    | 1    | 1      | 0     | 2    |
| SWE    | 1    | 0      | 1     | 2    |
| GER    | 1    | 0      | 0     | 1    |
| LIE    | 0    | 1      | 1     | 2    |
| LUX    | 0    | 1      | 0     | 1    |
| YUG    | 0    | 1      | 0     | 1    |
| SLO    | 0    | 0      | 1     | 1    |
| Totaal | 19   | 19     | 19    | 57   |

Meervoudige medaillewinnaars
| Succesvolste                                                                            | Meervoudige                                                       |
| --------------------------------------------------------------------------------------- | ----------------------------------------------------------------- |
| 2-0-0 Alberto Tomba 1-1-0 Stephan Eberharter 1-0-1 Ingemar Stenmark 1-0-1 Hermann Maier | 0-1-1 Josef Stiegler 0-1-1 Andreas Wenzel 0-2-0 Alexis Pinturault |

### Super-G
| Editie | Goud | Goud                | Zilver | Zilver              | Brons | Brons                   |
| ------ | ---- | ------------------- | ------ | ------------------- | ----- | ----------------------- |
| 1988   | FRA  | Franck Piccard      | AUT    | Helmut Mayer        | SWE   | Lars-Börje Eriksson     |
| 1992   | NOR  | Kjetil André Aamodt | LUX    | Marc Girardelli     | NOR   | Jan Einar Thorsen       |
| 1994   | GER  | Markus Wasmeier     | USA    | Tommy Moe           | NOR   | Kjetil André Aamodt     |
| 1998   | AUT  | Hermann Maier       | SUI    | Didier Cuche        |       |                         |
| 1998   | AUT  | Hermann Maier       | AUT    | Hans Knauß          |       |                         |
| 2002   | NOR  | Kjetil André Aamodt | AUT    | Stephan Eberharter  | AUT   | Andreas Schifferer      |
| 2006   | NOR  | Kjetil André Aamodt | AUT    | Hermann Maier       | SUI   | Ambrosi Hoffmann        |
| 2010   | NOR  | Aksel Lund Svindal  | USA    | Bode Miller         | USA   | Andrew Weibrecht        |
| 2014   | NOR  | Kjetil Jansrud      | USA    | Andrew Weibrecht    | CAN   | Jan Hudec               |
| 2014   | NOR  | Kjetil Jansrud      | USA    | Andrew Weibrecht    | USA   | Bode Miller             |
| 2018   | AUT  | Matthias Mayer      | SUI    | Beat Feuz           | NOR   | Kjetil Jansrud          |
| 2022   | AUT  | Matthias Mayer      | USA    | Ryan Cochran-Siegle | NOR   | Aleksander Aamodt Kilde |

| Land   | Goud | Zilver | Brons | Tot. |
| ------ | ---- | ------ | ----- | ---- |
| NOR    | 5    | 0      | 4     | 9    |
| AUT    | 3    | 4      | 1     | 8    |
| GER    | 1    | 0      | 0     | 1    |
| FRA    | 1    | 0      | 0     | 1    |
| USA    | 0    | 4      | 2     | 6    |
| SUI    | 0    | 2      | 1     | 3    |
| LUX    | 0    | 1      | 0     | 1    |
| CAN    | 0    | 0      | 1     | 1    |
| SWE    | 0    | 0      | 1     | 1    |
| Totaal | 10   | 10     | 10    | 30   |

Meervoudige medaillewinnaars
| Succesvolste                                                                            | Meervoudige                              |
| --------------------------------------------------------------------------------------- | ---------------------------------------- |
| 3-0-1 Kjetil André Aamodt 2-0-0 Matthias Mayer 1-1-0 Hermann Maier 1-0-1 Kjetil Jansrud | 0-1-1 Bode Miller 0-1-1 Andrew Weibrecht |

## Vrouwen

### Combinatie
| Editie                           | Goud | Goud              | Zilver | Zilver           | Brons | Brons              |
| -------------------------------- | ---- | ----------------- | ------ | ---------------- | ----- | ------------------ |
| 1936                             | GER  | Christl Cranz     | GER    | Käthe Grasegger  | NOR   | Laila Schou Nilsen |
| 1948                             | AUT  | Trude Beiser      | USA    | Gretchen Fraser  | AUT   | Erika Mahringer    |
| 1952-1984: niet op het programma |      |                   |        |                  |       |                    |
| 1988                             | AUT  | Anita Wachter     | SUI    | Brigitte Oertli  | SUI   | Maria Walliser     |
| 1992                             | AUT  | Petra Kronberger  | AUT    | Anita Wachter    | FRA   | Florence Masnada   |
| 1994                             | SWE  | Pernilla Wiberg   | SUI    | Vreni Schneider  | SLO   | Alenka Dovzan      |
| 1998                             | GER  | Katja Seizinger   | GER    | Martina Ertl     | GER   | Hilde Gerg         |
| 2002                             | CRO  | Janica Kostelić   | AUT    | Renate Götschl   | GER   | Martina Ertl       |
| 2006                             | CRO  | Janica Kostelić   | AUT    | Marlies Schild   | SWE   | Anja Pärson        |
| 2010                             | GER  | Maria Riesch      | USA    | Julia Mancuso    | SWE   | Anja Pärson        |
| 2014                             | GER  | Maria Höfl-Riesch | AUT    | Nicole Hosp      | USA   | Julia Mancuso      |
| 2018                             | SUI  | Michelle Gisin    | USA    | Mikaela Shiffrin | SUI   | Wendy Holdener     |
| 2022                             | SUI  | Michelle Gisin    | SUI    | Wendy Holdener   | ITA   | Federica Brignone  |

| Land   | Goud | Zilver | Brons | Tot. |
| ------ | ---- | ------ | ----- | ---- |
| GER    | 4    | 2      | 2     | 8    |
| AUT    | 3    | 4      | 1     | 8    |
| SUI    | 2    | 3      | 2     | 6    |
| CRO    | 2    | 0      | 0     | 2    |
| SWE    | 1    | 0      | 2     | 3    |
| USA    | 0    | 3      | 1     | 4    |
| FRA    | 0    | 0      | 1     | 1    |
| NOR    | 0    | 0      | 1     | 1    |
| SLO    | 0    | 0      | 1     | 1    |
| ITA    | 0    | 0      | 1     | 1    |
| Totaal | 12   | 12     | 12    | 36   |

Meervoudige medaillewinnaars
| Succesvolste                                                                              | Meervoudige                                                                   |
| ----------------------------------------------------------------------------------------- | ----------------------------------------------------------------------------- |
| 2-0-0 Janica Kostelić 2-0-0 Maria (Höfl-) Riesch 2-0-0 Michelle Gisin 1-1-0 Anita Wachter | 0-1-1 Martina Ertl 0-1-1 Julia Mancuso 0-1-1 Wendy Holdener 0-0-2 Anja Pärson |

### Afdaling
| Editie | Goud    | Goud                      | Zilver | Zilver                | Brons | Brons              |
| ------ | ------- | ------------------------- | ------ | --------------------- | ----- | ------------------ |
| 1948   | SUI     | Hedy Schlunegger          | AUT    | Trude Jochum-Beiser   | AUT   | Resi Hammerer      |
| 1952   | AUT     | Trude Jochum-Beiser       | GER    | Annemarie Buchner     | ITA   | Giuliana Minuzzo   |
| 1956   | SUI     | Madeleine Berthod         | SUI    | Frieda Dänzer         | CAN   | Lucille Wheeler    |
| 1960   | EUA     | Heidi Biebl               | USA    | Penny Pitou           | AUT   | Traudl Hecher      |
| 1964   | AUT     | Christl Haas              | AUT    | Edith Zimmermann      | AUT   | Traudl Hecher      |
| 1968   | AUT     | Olga Pall                 | FRA    | Isabelle Mir          | AUT   | Christl Haas       |
| 1972   | SUI     | Marie-Theres Nadig        | AUT    | Annemarie Moser-Pröll | USA   | Susan Corrock      |
| 1976   | FRG     | Rosi Mittermaier          | AUT    | Brigitte Totschnig    | USA   | Cindy Nelson       |
| 1980   | AUT     | Annemarie Moser-Pröll     | LIE    | Hanni Wenzel          | SUI   | Marie-Theres Nadig |
| 1984   | SUI     | Michela Figini            | SUI    | Maria Walliser        | TCH   | Olga Charvatová    |
| 1988   | FRG     | Marina Kiehl              | SUI    | Brigitte Oertli       | CAN   | Karen Percy        |
| 1992   | CAN     | Kerrin Lee-Gartner        | USA    | Hilary Lindh          | AUT   | Veronika Wallinger |
| 1994   | GER     | Katja Seizinger           | USA    | Picabo Street         | ITA   | Isolde Kostner     |
| 1998   | GER     | Katja Seizinger           | SWE    | Pernilla Wiberg       | FRA   | Florence Masnada   |
| 2002   | FRA     | Carole Montillet          | ITA    | Isolde Kostner        | AUT   | Renate Götschl     |
| 2006   | AUT     | Michaela Dorfmeister      | SUI    | Martina Schild        | SWE   | Anja Pärson        |
| 2010   | USA     | Lindsey Vonn              | USA    | Julia Mancuso         | AUT   | Elisabeth Görgl    |
| 2014   | SUI SLO | Dominique Gisin Tina Maze |        |                       | SUI   | Lara Gut           |
| 2018   | ITA     | Sofia Goggia              | NOR    | Ragnhild Mowinckel    | USA   | Lindsey Vonn       |
| 2022   | SUI     | Corinne Suter             | ITA    | Sofia Goggia          | ITA   | Nadia Delago       |

| Land   | Goud | Zilver | Brons | Tot. |
| ------ | ---- | ------ | ----- | ---- |
| SUI    | 6    | 4      | 2     | 12   |
| AUT    | 5    | 4      | 7     | 16   |
| GER    | 2    | 1      | 0     | 3    |
| FRG    | 2    | 0      | 0     | 2    |
| USA    | 1    | 4      | 3     | 8    |
| ITA    | 1    | 2      | 3     | 5    |
| FRA    | 1    | 1      | 1     | 3    |
| CAN    | 1    | 0      | 2     | 3    |
| EUA    | 1    | 0      | 0     | 1    |
| SLO    | 1    | 0      | 0     | 1    |
| SWE    | 0    | 1      | 1     | 2    |
| LIE    | 0    | 1      | 0     | 1    |
| NOR    | 0    | 1      | 0     | 1    |
| TCH    | 0    | 0      | 1     | 1    |
| Totaal | 21   | 19     | 20    | 60   |

Meervoudige medaillewinnaars
| Succesvolste | Meervoudige                              |
| --- | ---------------------------------------- |
| 2-0-0 Katja Seizinger 1-1-0 Trude Jochum-Beiser 1-1-0 Annemarie Moser-Pröll 1-1-0 Sofia Goggia 1-0-1 Christl Haas 1-0-1 Marie-Theres Nadig 1-0-1 Lindsey Vonn | 0-1-1 Isolde Kostner 0-0-2 Traudl Hecher |

### Slalom
| Editie | Goud | Goud                 | Zilver | Zilver                | Brons | Brons                  |
| ------ | ---- | -------------------- | ------ | --------------------- | ----- | ---------------------- |
| 1948   | USA  | Gretchen Fraser      | SUI    | Antoinette Meyer      | AUT   | Erika Mahringer        |
| 1952   | USA  | Andrea Mead-Lawrence | GER    | Ossi Reichert         | GER   | Annemarie Buchner      |
| 1956   | SUI  | Renée Colliard       | AUT    | Regina Schöpf         | URS   | Jevgenia Sidorova      |
| 1960   | CAN  | Anne Heggtveit       | USA    | Betsy Snite           | EUN   | Barbara Henneberger    |
| 1964   | FRA  | Christine Goitschel  | FRA    | Marielle Goitschel    | USA   | Jean Saubert           |
| 1968   | FRA  | Marielle Goitschel   | CAN    | Nancy Greene          | FRA   | Annie Famose           |
| 1972   | USA  | Barbara Cochran      | FRA    | Danièle Debernard     | FRA   | Florence Steurer       |
| 1976   | FRG  | Rosi Mittermaier     | ITA    | Claudia Giordani      | LIE   | Hanni Wenzel           |
| 1980   | LIE  | Hanni Wenzel         | FRG    | Christa Kinshofer     | SUI   | Erika Hess             |
| 1984   | ITA  | Paoletta Magoni      | FRA    | Perrine Pelen         | LIE   | Ursula Konzett         |
| 1988   | SUI  | Vreni Schneider      | YUG    | Mateja Svet           | GER   | Christa Kinshofer      |
| 1992   | AUT  | Petra Kronberger     | NZL    | Annelise Coberger     | ESP   | Blanca Fernández Ochoa |
| 1994   | SUI  | Vreni Schneider      | AUT    | Elfi Eder             | SLO   | Katja Koren            |
| 1998   | GER  | Hilde Gerg           | ITA    | Deborah Compagnoni    | AUS   | Zali Steggall          |
| 2002   | CRO  | Janica Kostelić      | FRA    | Laure Pequegnot       | SWE   | Anja Pärson            |
| 2006   | SWE  | Anja Pärson          | AUT    | Nicole Hosp           | AUT   | Marlies Schild         |
| 2010   | GER  | Maria Riesch         | AUT    | Marlies Schild        | CZE   | Šárka Záhrobská        |
| 2014   | USA  | Mikaela Shiffrin     | AUT    | Marlies Schild        | AUT   | Kathrin Zettel         |
| 2018   | SWE  | Frida Hansdotter     | SUI    | Wendy Holdener        | AUT   | Katharina Gallhuber    |
| 2022   | SVK  | Petra Vlhová         | AUT    | Katharina Liensberger | SUI   | Wendy Holdener         |

| Land   | Goud | Zilver | Brons | Tot. |
| ------ | ---- | ------ | ----- | ---- |
| USA    | 4    | 1      | 1     | 6    |
| GER    | 3    | 2      | 2     | 7    |
| SUI    | 3    | 2      | 2     | 7    |
| FRA    | 2    | 4      | 2     | 8    |
| SWE    | 2    | 0      | 1     | 3    |
| AUT    | 1    | 6      | 4     | 11   |
| ITA    | 1    | 2      | 0     | 3    |
| CAN    | 1    | 1      | 0     | 2    |
| LIE    | 1    | 0      | 2     | 3    |
| CRO    | 1    | 0      | 0     | 1    |
| SVK    | 1    | 0      | 0     | 1    |
| NZL    | 0    | 1      | 0     | 1    |
| YUG    | 0    | 1      | 0     | 1    |
| AUS    | 0    | 0      | 1     | 1    |
| EUN    | 0    | 0      | 1     | 1    |
| SLO    | 0    | 0      | 1     | 1    |
| ESP    | 0    | 0      | 1     | 1    |
| URS    | 0    | 0      | 1     | 1    |
| CZE    | 0    | 0      | 1     | 1    |
| Totaal | 20   | 20     | 20    | 60   |

Meervoudige medaillewinnaars
| Succesvolste                                                                        | Meervoudige                                                       |
| ----------------------------------------------------------------------------------- | ----------------------------------------------------------------- |
| 2-0-0 Vreni Schneider 1-1-0 Marielle Goitschel 1-0-1 Hanni Wenzel 1-0-1 Anja Pärson | 0-2-1 Marlies Schild 0-1-1 Christa Kinshofer 0-1-1 Wendy Holdener |

### Reuzenslalom
| Editie | Goud | Goud                 | Zilver | Zilver                | Brons | Brons                |
| ------ | ---- | -------------------- | ------ | --------------------- | ----- | -------------------- |
| 1952   | USA  | Andrea Mead-Lawrence | AUT    | Dagmar Rom            | GER   | Annemarie Buchner    |
| 1956   | EUA  | Ossi Reichert        | AUT    | Josefa Frandl         | AUT   | Dorothea Hochleitner |
| 1960   | SUI  | Yvonne Rüegg         | USA    | Penny Pitou           | ITA   | Giuliana Minuzzo     |
| 1964   | FRA  | Marielle Goitschel   | FRA    | Christine Goitschel   |       |                      |
| 1964   | FRA  | Marielle Goitschel   | USA    | Jean Saubert          |       |                      |
| 1968   | CAN  | Nancy Greene         | FRA    | Annie Famose          | SUI   | Fernande Bochatay    |
| 1972   | SUI  | Marie-Theres Nadig   | AUT    | Annemarie Moser-Pröll | AUT   | Wiltrud Drexel       |
| 1976   | CAN  | Kathy Kreiner        | FRG    | Rosi Mittermaier      | FRA   | Danièle Debernard    |
| 1980   | LIE  | Hanni Wenzel         | FRG    | Irene Epple           | FRA   | Perrine Pelen        |
| 1984   | USA  | Debbie Armstrong     | USA    | Christin Cooper       | FRA   | Perrine Pelen        |
| 1988   | SUI  | Vreni Schneider      | FRG    | Christa Kinshofer     | SUI   | Maria Walliser       |
| 1992   | SWE  | Pernilla Wiberg      | AUT    | Anita Wachter         |       |                      |
| 1992   | SWE  | Pernilla Wiberg      | USA    | Diann Roffe           |       |                      |
| 1994   | ITA  | Deborah Compagnoni   | GER    | Martina Ertl          | SUI   | Vreni Schneider      |
| 1998   | ITA  | Deborah Compagnoni   | AUT    | Alexandra Meissnitzer | GER   | Katja Seizinger      |
| 2002   | CRO  | Janica Kostelić      | SWE    | Anja Pärson           | SUI   | Sonja Nef            |
| 2006   | USA  | Julia Mancuso        | FIN    | Tanja Poutiainen      | SWE   | Anna Ottosson        |
| 2010   | GER  | Viktoria Rebensburg  | SLO    | Tina Maze             | AUT   | Elisabeth Görgl      |
| 2014   | SLO  | Tina Maze            | AUT    | Anna Fenninger        | GER   | Viktoria Rebensburg  |
| 2018   | USA  | Mikaela Shiffrin     | NOR    | Ragnhild Mowinckel    | ITA   | Federica Brignone    |
| 2022   | SWE  | Sara Hector          | ITA    | Federica Brignone     | SUI   | Lara Gut-Behrami     |

| Land   | Goud | Zilver | Brons | Tot. |
| ------ | ---- | ------ | ----- | ---- |
| USA    | 4    | 4      | 0     | 8    |
| SUI    | 3    | 0      | 5     | 8    |
| ITA    | 2    | 1      | 2     | 5    |
| SWE    | 2    | 1      | 1     | 4    |
| CAN    | 2    | 0      | 0     | 2    |
| GER    | 1    | 4      | 3     | 8    |
| FRA    | 1    | 2      | 3     | 6    |
| SLO    | 1    | 1      | 0     | 2    |
| EUA    | 1    | 0      | 0     | 1    |
| CRO    | 1    | 0      | 0     | 1    |
| LIE    | 1    | 0      | 0     | 1    |
| AUT    | 0    | 6      | 3     | 9    |
| FIN    | 0    | 1      | 0     | 1    |
| NOR    | 0    | 1      | 0     | 1    |
| Totaal | 19   | 19     | 19    | 57   |

Meervoudige medaillewinnaars
| Succesvolste                                                                             | Meervoudige                                 |
| ---------------------------------------------------------------------------------------- | ------------------------------------------- |
| 2-0-0 Deborah Compagnoni 1-1-0 Tina Maze 1-0-1 Vreni Schneider 1-0-1 Viktoria Rebensburg | 0-1-1 Federica Brignone 0-0-2 Perrine Pelen |

### Super-G
| Editie | Goud | Goud                 | Zilver | Zilver               | Brons | Brons                 |
| ------ | ---- | -------------------- | ------ | -------------------- | ----- | --------------------- |
| 1988   | AUT  | Sigrid Wolf          | SUI    | Michela Figini       | CAN   | Karen Percy           |
| 1992   | ITA  | Deborah Compagnoni   | FRA    | Carole Merle         | GER   | Katja Seizinger       |
| 1994   | USA  | Diann Roffe          | RUS    | Svetlana Gladisjeva  | ITA   | Isolde Kostner        |
| 1998   | USA  | Picabo Street        | AUT    | Michaela Dorfmeister | AUT   | Alexandra Meissnitzer |
| 2002   | ITA  | Daniela Ceccarelli   | CRO    | Janica Kostelić      | ITA   | Karen Putzer          |
| 2006   | AUT  | Michaela Dorfmeister | CRO    | Janica Kostelić      | AUT   | Alexandra Meissnitzer |
| 2010   | AUT  | Andrea Fischbacher   | SLO    | Tina Maze            | USA   | Lindsey Vonn          |
| 2014   | AUT  | Anna Fenninger       | GER    | Maria Höfl-Riesch    | AUT   | Nicole Hosp           |
| 2018   | CZE  | Ester Ledecká        | AUT    | Anna Veith           | LIE   | Tina Weirather        |
| 2022   | SUI  | Lara Gut-Behrami     | AUT    | Mirjam Puchner       | SUI   | Michelle Gisin        |

| Land   | Goud | Zilver | Brons | Tot. |
| ------ | ---- | ------ | ----- | ---- |
| AUT    | 4    | 3      | 3     | 10   |
| ITA    | 2    | 0      | 2     | 4    |
| USA    | 2    | 0      | 1     | 3    |
| SUI    | 1    | 1      | 1     | 3    |
| CZE    | 1    | 0      | 0     | 1    |
| CRO    | 0    | 2      | 0     | 2    |
| GER    | 0    | 1      | 1     | 2    |
| FRA    | 0    | 1      | 0     | 1    |
| RUS    | 0    | 1      | 0     | 1    |
| SLO    | 0    | 1      | 0     | 1    |
| CAN    | 0    | 0      | 1     | 1    |
| LIE    | 0    | 0      | 1     | 1    |
| Totaal | 9    | 9      | 9     | 27   |

Meervoudige medaillewinnaars
| Succesvolste               | Meervoudige                                       |
| -------------------------- | ------------------------------------------------- |
| 1-1-0 Michaela Dorfmeister | 0-2-0 Janica Kostelić 0-0-2 Alexandra Meissnitzer |

## Gemengd

### Landenwedstrijd
| Editie | Goud | Zilver | Brons |
| ------ | --- | --- | --- |
| 2018   | Zwitserland Denise Feierabend Wendy Holdener Luca Aerni Daniel Yule Ramon Zenhäusern                               | Oostenrijk Stephanie Brunner Katharina Gallhuber Katharina Liensberger Manuel Feller Michael Matt Marco Schwarz | Noorwegen Nina Haver-Løseth Kristin Lysdahl Maren Skjøld Sebastian Foss-Solevåg Leif Kristian Nestvold-Haugen Jonathan Nordbotten  |
| 2022   | Oostenrijk Katharina Huber Katharina Liensberger Katharina Truppe Stefan Brennsteiner Michael Matt Johannes Strolz | Duitsland Emma Aicher Lena Dürr Julian Rauchfuß Alexander Schmid Linus Straßer                                  | Noorwegen Mina Fürst Holtmann Thea Louise Stjernesund Maria Therese Tviberg Timon Haugan Fabian Wilkens Solheim Rasmus Windingstad |

| Land   | Goud | Zilver | Brons | Tot. |
| ------ | ---- | ------ | ----- | ---- |
| AUT    | 1    | 1      | 0     | 2    |
| SUI    | 1    | 0      | 0     | 1    |
| GER    | 0    | 1      | 0     | 1    |
| NOR    | 0    | 0      | 2     | 2    |
| Totaal | 2    | 2      | 2     | 6    |

Meervoudige medaillewinnaars
| Succesvolste                                   | Meervoudige |
| ---------------------------------------------- | ----------- |
| 1-1-0 Katharina Liensberger 1-1-0 Michael Matt |             |

## Clean sweeps
In onderstaand overzicht staan alle onderdelen waarop een land het volledige podium in beslag nam.
| Spelen | Onderdeel        | NOC | Goud            | Zilver              | Brons                          |
| ------ | ---------------- | --- | --------------- | ------------------- | ------------------------------ |
| 1956   | Reuzenslalom (m) | AUT | Toni Sailer     | Andreas Molterer    | Walter Schuster                |
| 1964   | Afdaling (v)     | AUT | Christl Haas    | Edith Zimmermann    | Traudl Hecher                  |
| 1994   | Combinatie (m)   | NOR | Lasse Kjus      | Kjetil André Aamodt | Harald Christian Strand Nilsen |
| 1998   | Combinatie (v)   | GER | Katja Seizinger | Martina Ertl        | Hilde Gerg                     |
| 2006   | Slalom (m)       | AUT | Benjamin Raich  | Reinfried Herbst    | Rainer Schönfelder             |

Garmisch-Partenkirchen 1936 · St. Moritz 1948 · Oslo 1952 · Cortina d'Ampezzo 1956 · Squaw Valley 1960 · Innsbruck 1964 · Grenoble 1968 · Sapporo 1972 · Innsbruck 1976 · Lake Placid 1980 · Sarajevo 1984 · Calgary 1988 · Albertville 1992 · Lillehammer 1994 · Nagano 1998 · Salt Lake City 2002 · Turijn 2006 · Vancouver 2010 · Sotsji 2014 · Pyeongchang 2018 · Peking 2022
Lijst van olympische medaillewinnaars